# LXXXVIII Corpo de Exército (Alemanha)
O LXXXVIII Corpo de Exército (em alemão:LXXXVIII. Armeekorps) foi um Corpo de Exército alemão que operou durante a Segunda Guerra Mundial.

## Comandantes
| Comandante                                    | Data                                        |
| --------------------------------------------- | ------------------------------------------- |
| General der Infanterie Hans-Wolfgang Reinhard | 1 de julho de 1942 - 22 de dezembro de 1944 |
| General der Infanterie Felix Schwalbe         | 22 de dezembro de 1944 - 8 de maio de 1945  |

## Área de operações
| Países Baixos    | julho de 1942 - dezembro de 1944 |
| Frente Ocidental | janeiro de 1945 - maio de 1945   |